# STS-7
是历史上第七次航天飞机任务，也是挑战者号航天飞机的第二次太空飞行。

## 任务成员
- 罗伯特·克里彭（Robert Crippen，曾执行、以及任务），指令长
- 弗雷德里克·豪克（Frederick H. Hauck，曾执行、以及任务），飞行员
- 约翰·法比安（John M. Fabian，曾执行以及任务），任务专家
- 萨莉·莱德（Sally Ride，曾执行以及任务），任务专家
- 诺曼·萨加德（Norman E. Thagard，曾执行、以及任务），任务专家